# 몬스터 아가씨가 있는 일상
『몬스터 아가씨가 있는 일상』(モンスター娘のいる日常)은 오카야도가 그린 일본의 만화 작품이다. 『월간 COMIC 류』(도쿠마 쇼텐)에서 2012년 5월호부터 연재되고 있다. 약칭은 「몬무스」.

## 개요
인간 이외의 종족과의 교류에 관해서 정해진 법률인 「타종족간교류법(他種族間交流法)」이 시행되어서 타종족이 침투하기 시작한 현대 사회를 무대로 하고 있는 만화 작품이다.
이 만화는 오카야도가 2007년경부터 PINK 채널에 있는 반각이차원반 반각이차원판의 몬스터 아가씨 댓글에 투고된 성인용 1페이지 만화를 기본으로 하고 있다. 남자성인용만화의 인기가 높아지던 도중, 2011년애는 앤솔로지 코믹스 『케모모』 2권에 이 작품의 단편이 게재되어 상업지 진출의 계기가 되었다. 그리고 2012년에 『월간 COMIC 류』에서 이 작품의 연재가 시작된 후, 2015년 3월에는 TV 애니메이션화가 발표되어 같은 해 7월부터 9월까지 방송되었다.
타이틀의 영문 표기는 코믹스 제 1권~제 6권에서는 "Everyday that there is a monster girls."로 되어 있었으나, 제 7권부터는 "Everyday Life with Monster Girls."로 되어 있다.

## 등장인물
쿠루스 키미히토어떠한 배송사고로 인해 몬스터 아가씨들과 함께 생활하는 호스트 패밀리가 된 청년으로, 배려심 깊고 따뜻한 심성을 가진 청년.

파피종족은 하피 아가씨. 쿠루스를 남편으로 부른다. 반바지를 착용하고 있다.

미아종족은 라미아. 쿠루스를 달링으로 부른다. 하반신 때문에 청치마를 착용하고 있다.

센토레아 시아누스종족은 켄타우로스. 폭유의 소유자다.

수종족은 슬라임. 쿠루스를 마스터로 부른다. 다른 멤버들과 달리 파란 피부다.

라라종족은 듀라한. 피부가 살색인 다른 멤버들과는 달리 파란 피부다.

메로우느 로렐라이종족은 인어. 인어이기 때문에 서 있지 못하여 휠체어에 앉아있다.

라크네라 아라크네라종족은 아라크네. 눈은 실제 거미처럼 6개 달려있다.

## 줄거리
정부에 의해 숨겨져 있던 아인종의 존재가 공표되고, 그것고 함께 제정된 「타종족간교류법(他種族間交流法)」에 따라, 타종족과의 교류가 시작된 현대의 일본. 극히 평범한 청년인 쿠루스 키미히토는 실수로 우연히 라미아의 소녀를 홈스테이시켜주게 된다. 그걸 계기로 그의 집에는 차차 타종족 소녀들이 몰려 왔고, 생태나 문화 같은 차이를 악전고투하면서도 살짝 야한 좌충우돌 동거 생활을 벌이게 된다.